# Chionaema orcheia
Chionaema orcheia là một loài bướm đêm thuộc phân họ Arctiinae, họ Erebidae.